# Jack Sparrow
Kapitán Jack Sparrow je fiktivní postava piráta, kterou ztvárnil Johnny Depp poprvé ve filmu Piráti z Karibiku: Prokletí Černé perly (2003). Postava se objevila i navazujících filmech Piráti z Karibiku: Truhla mrtvého muže (2006) a Piráti z Karibiku: Na konci světa (2007). Objevil se i v díle Piráti z Karibiku: Na vlnách podivna (2011) a nejnovějším pokračování Piráti z Karibiku: Salazarova pomsta (2017). Postava Jacka Sparrowa je protagonistou filmů, která přežívá především díky rumu, svému důvtipu a jednání, spíše než užitím zbraní a síly, přesto výborně zachází s kordem. Ačkoliv v případě nutnosti bojuje, pokouší se z nejnebezpečnějších situací uprchnout. Sparrow se pokouší získat zpět svou loď Černou perlu, o kterou jej v prvním filmu připravil první důstojník Hector Barbossa. Zároveň se pokouší uniknout krevní mstě legendárního Davy Jonese, při čemž bojuje s Východoindickou společností. Pirát tělem, duší i hygienickými návyky (jak nám sdělil jeden nejmenovaný zdroj ve druhém dílu). Jack si zakládá na své roli "nevypočitatelného podrazáka" a to se mu daří na jedničku. Stará se (převážně) o vlastní krk - pokud by z toho mohlo kápnout nějaké zlato či jiné výhody, byl by ochoten postarat se na nějaký čas i o jiné krky. Nebezpečí se snaží eliminovat převážně útěkem, v ostatních případech přijde na řadu jeho k dokonalosti vybroušená komunikační schopnost či ještě vybroušenější schopnost mávat kolem sebe pěkně ostrým mečem. Jack si velice cení svého majetku a pro svou milovanou loď Černou perlu by nechal vrtat cizí koleno. Je velikým zastáncem konzumace rumu ve velkém, velikým obdivovatelem ženské krásy (zejména té, která mu na potkání nevrazí facku) a v neposlední řadě také zřejmě jediný člověk na světě, který přežije sežrání obřím Krakenem.

## Podoba
Jack má velmi specifickou podobu. Na hlavě má uvázaný červený šátek, vlasy spleteny do dredů a copánků se zavěšenými korálky ze svých cest. Většinou nosí i hnědočerný trojcípý klobouk. Lidi si přeměřuje svými tmavě hnědými duhovkami. Pod nosem má knírek a bradku, která je zakončena dvěma zapletenými copánky, opět s korálky. Nosí bílou špinavou košili, která má levý rukáv rozepnutý. Na pravé ruce má roztrhaný tmavý šátek omotaný kolem zápěstí, tři prsteny a vypálenou značku P jako pirát, kterou nosí schovanou pod rukávem. Nad vypálenou značkou má tetování, na kterém je zobrazena vlaštovka letící nad mořem při západu slunce. Většina lidí si myslí, že to je vrabec a tetování je kvůli tomu, že se Jack jmenuje Sparrow, ale ve skutečnosti to znamená, že proplul všech sedm moří (v zastaralém označení, dnes jsou to již čtyři oceány). Přes košili má oblečený tmavý fialovomodrý kabát omotaný bíločervenou šerpou a upevněný hnědým koženým páskem s velkou kovovou přezkou. Za pasem má připevněnou pistoli a šavli a samozřejmě svůj pověstný a všem známý kompas. Pod kabátem má oblečené dlouhé tmavě modré kalhoty zasunuté do vysokých námořnických holin.

## Charakter
Je geniální šílenec, který nehledí na názory ostatních a hraje si svou hru. Svým chováním si získal hodně nepřátel.
Tenká hranice mezi genialitou a šílenstvím zajistila Jackovi nepřítele v každém přístavu a dokonce i v mladém věku byl největším potížistou v Sedmi Mořích. Jacka Sparrowa nemají piráti ani občané příliš v lásce, je nevyzpytatelný a hraje si svou vlastní hru. Na jeho osobě je zajímavé, že se většinou neohlíží na názor ostatních a jeho schopnost vyklouznout z jakékoliv šlamastyky se mu už mnohokrát osvědčila. Jack Sparrow je známý pro své neobvyklé chování, vyznačující se od mírně opilecké chůze až po divoká gesta rukou a ataktickou mluvu. To bylo možná částečně kvůli horkému klimatu Karibiku a velké množství času stráveného na palubě různých lodí. Nicméně je možné, (a to je více pravděpodobné), že jeho chování bylo kvůli společnému trápení většiny námořníků té doby - kombinace spousty rumu a velmi málo ovoce a zeleniny. Říkalo se, že Jack utrpěl úpal, když byl vysazen na opuštěném ostrově po vzpouře Hectora Barbossy na palubě Černé perly.
Jack uměl být velmi vážný, i když jen příležitostně, například po zastřelení Barbossy na Isla de Muerta, když viděl Krakenovu mrtvolu ležet na pláži, nebo když byl svědkem probodnutí Willa Turnera Davym Jonesem.
Jack Sparrow se více spoléhal na inteligenci, obratnost a mluvu sršící vtipem, spíše než na fyzickou sílu. Během filmů byl pojmenován jako "nejhorší" i "nejlepší" pirát. Nikdy nešel do boje, když nemusel, a vždy zůstával stranou. Jack často překonal nepřátele pouze slovy, ale když byl nucen bojovat, byl velmi impozantní soupeř a člověk nemohl žádat lepšího druha v boji. Věřil, že piráti mohou být stále "dobří lidé". Dalšími důkazy o jeho morálce bylo, když odmítl přepravit otroky pro Východoindické obchodní společnosti a když byl jeho rozsáhlý trestní rejstřík čten během jeho pokusu o popravu v Port Royal, nezahrnoval žádný odkaz na trestné činnosti, jako je znásilnění. Jack také často vyjádřil překvapení, že lidé pochybují o jeho upřímnosti.
I když se mu nedostalo žádného formálního vzdělání, Jack byl daleko od typického negramotného piráta. Vyvinul chuť pro čtení poezie, historie, a biografie pozoruhodných osob z minulosti. Jeden z jeho oblíbených spisovatelů byl William Shakespeare.